# Gesualdo (Italie)
Pour les articles homonymes, voir Gesualdo.
Gesualdo est une commune italienne de la province d'Avellino en Campanie.

## Histoire

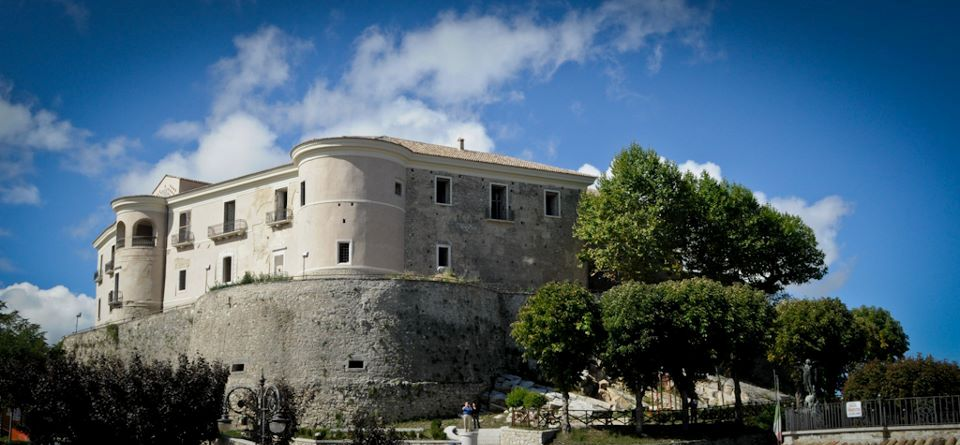
Le château de Gesualdo

Selon la légende, le nom de la ville viendrait du prénom d'un guerrier lombard, Giswald (en italien Gesualdo), qui s'illustra dans la guerre contre les troupes byzantines de l'empereur Constant II en 663, et qui trouva la mort au combat en voulant protéger le duc lombard Romuald Ier de Bénévent. Son héritier aurait alors reçu en récompense de la part de Romuald, des terres qui prirent son nom.
Gesualdo a vécu avec l'un des grands maîtres du madrigal polyphonique, Carlo Gesualdo.
Le château de Gesualdo et sa forteresse, des exemples typiques de l'architecture médiévale

## Administration
| Période                                  | Période  | Identité         | Étiquette | Qualité |
| ---------------------------------------- | -------- | ---------------- | --------- | ------- |
| 13 juin 2004                             | En cours | Petruzzo Carmine |           |         |
| Les données manquantes sont à compléter. |          |                  |           |         |

### Hameaux
Torre dei Monaci, Piano della Croce

### Communes limitrophes
Fontanarosa, Frigento, Grottaminarda, Paternopoli, Villamaina